# Netro
Netro ist eine italienische Gemeinde mit 934 Einwohnern (Stand 31. Dezember 2023) in der Provinz Biella (BI), Region Piemont.
Die Gemeinde besteht aus den Ortsteilen Castellazzo und Colla di Netro. Nachbargemeinden sind Donato, Graglia und Mongrando. Der Schutzheilige des Ortes ist Madonna dell'Assunta.

## Geographie
Der Ort liegt auf einer Höhe von 606 m über dem Meeresspiegel. Das Gemeindegebiet umfasst eine Fläche von 12,63 km².